# Eva Lubbers
Eva Lubbers (née le 6 février 1992 à Uithoorn) est une athlète néerlandaise spécialiste du sprint. Elle mesure 1,78 m pour 65 kg.

## Biographie

### Palmarès
| Date | Compétition                   | Lieu     | Résultat | Épreuve   | Performance |
| ---- | ----------------------------- | -------- | -------- | --------- | ----------- |
| 2010 | Championnats du monde juniors | Moncton  | 3e       | 4 × 100 m | 44 s 09     |
| 2012 | Championnats d'Europe         | Helsinki | 2e       | 4 × 100 m | 42 s 80     |
| 2012 | Jeux olympiques               | Londres  | 6e       | 4 × 100 m | 42 s 70     |

### Records
| Épreuve         | Performance | Lieu    | Date         |
| --------------- | ----------- | ------- | ------------ |
| 100 mètres      | 12 s 24     | Vught   | 21 mai 2009  |
| 200 mètres      | 23 s 76     | Hengelo | 27 mai 2012  |
| Saut en hauteur | 1,76 m      | Leyde   | 14 juin 2008 |